# Coleophora albicornis
Coleophora albicornis é uma espécie de mariposa do gênero Coleophora pertencente à família Coleophoridae.